# MV Agusta 125 Monoalbero
De MV Agusta 125 Monoalbero was een 125 cc productieracer van het Italiaanse merk MV Agusta. 

## Voorgeschiedenis
MV Agusta was een helikopterfabriek die in 1945 begon met de productie van motorfietsen, als hobby van de directeur, graaf Domenico Agusta. Men begon met de in Italië populaire lichte klassen, en de eerste racemotor was een 125 cc tweetakt die een vermogen van 8 pk leverde en een topsnelheid van 115 km/h had. In 1949 leverde de motor ongeveer 10 pk met een topsnelheid van 130 km/h, maar zelfs in de nationale wedstrijden in Italië kon ze geen vuist maken tegen de snelle viertakten van Mondial en Moto Morini. In 1950 trok graaf Agusta de constructeurs Piero Remor en Arturo Magni aan. Die hadden tot dat moment voor Gilera gewerkt en waren verantwoordelijk voor de viercilinder Gilera 500 4C. Remor bracht de blauwdrukken van de Gilera mee, en daar kon MV Agusta bij de ontwikkeling van de MV Agusta 500 4C goed van profiteren, maar de eerste opdracht voor Remor was een 125 cc viertakt te maken. Dit werd de nieuwe fabrieksracer 125 Bialbero. De naam "Bialbero" betekent "twee nokkenassen". Rond 1953 verscheen er voor privérijders een goedkoper alternatief, met slechts één bovenliggende nokkenas, de "Monoalbero".

## MV Agusta 125 Monoalbero
Hoewel de Monoalbero het moeilijk had tegen de fabrieksracers van MV Agusta, Mondial en Moto Morini werd de machine toch een succes. Privérijders konden er in nationale en regionale wedstrijden goede resultaten mee boeken en hier en daar ook punten scoren in het wereldkampioenschap wegrace. Hoewel de motor afweek van de Bialbero, waren het rijwielgedeelte en de aandrijflijn vrijwel identiek waardoor de klanten ook profiteerden van de ontwikkelingen op het gebied van wegligging die in het WK werden gedaan. In 1956 verdween de machine als "Monoalbero", niet omdat men de privérijders niet langer wilde bedienen, maar omdat ook deze motorfiets nu twee nokkenassen kreeg. Hij week echter duidelijk af van de fabrieksracers door een afwijkend distributiecarter. Net als van de Bialbero kwam er ook van de Monoalbero een 175cc-versie, omdat de 175cc-klasse in Italië, o.a. in lange-afstandsraces, nog erg populair was.  

### Technische gegevens

#### Motor
De motor was een luchtgekoelde eencilinder viertakt met een bovenliggende nokkenas (OHC) die door een tandwieltrein werd aangedreven. De kleppen werden gesloten door buitenliggende haarspeldveren. De boring/slagverhouding bedroeg 53 x 56 mm en de cilinderinhoud was 123,54 cc. Deze maten kwamen overeen met die van de MV Agusta 125 Bialbero. De olietank van het dry-sumpsysteem zat aanvankelijk op de conventionele plaats onder de tank, maar verhuisde halverwege de jaren vijftig naar het voorste deel van de benzinetank. De ontsteking werd verzorgd door een magneet. Het vermogen bedroeg ca. 16 pk bij 10.300 tpm.

#### Rijwielgedeelte
De MV Agusta had een dubbel wiegframe dat was opgetrokken uit chroommolybdeen buizen met een diameter van 25 x 1,2 mm. De voorvork was een telescoopvork. Achter zat een swingarm met hydraulische schokdempers. 

#### Aandrijving
Vanaf de krukas werd de meervoudige droge platenkoppeling door tandwielen aangedreven. Er was een vierversnellingsbak aan boord. Het achterwiel werd door een ketting aangedreven. 

#### Overzicht
| MV Agusta              | 125 Monoalbero                         |
| ---------------------- | -------------------------------------- |
| Periode                | 1953-1956                              |
| Categorie              | productieracer                         |
| Motortype              | OHC                                    |
| Bouwwijze              | dwarsgeplaatste eencilinder            |
| boring                 | 53 mm                                  |
| slag                   | 56 mm                                  |
| Cilinderinhoud         | 123,5 cc                               |
| Compressieverhouding   | 9.2 : 1                                |
| Smeersysteem           | Dry-sumpsysteem                        |
| Max. Vermogen          | 11,8 kW/16 pk bij 10.300 tpm           |
| Topsnelheid            | 150 km/h                               |
| Primaire aandrijving   | tandwielen                             |
| koppeling              | Meervoudige droge platenkoppeling      |
| versnellingen          | 4                                      |
| Secundaire aandrijving | ketting                                |
| Rijwielgedeelte        | dubbel wiegframe, buisframe            |
| Voorvork               | telescoopvork                          |
| Achtervork             | swingarm met hydraulische schokdempers |
| Remmen                 | trommelremmen                          |
| Drooggewicht           | 75 kg                                  |